# Biologia miczurinowska
Treść tego artykułu od 2024-09 może nie być zgodna z zasadami neutralnego punktu widzenia.
 Po wyeliminowaniu niedoskonałości należy usunąć szablon {{Dopracować}} z tego artykułu.
Biologia miczurinowska albo miczurinizm – pseudonaukowy kierunek w biologii, nazwany tak od imienia Iwana Miczurina. Propaganda radziecka głosiła, że kierunek ten stanowi nowy, wyższy etap rozwoju materialistycznej nauki Karola Darwina o przyrodzie żywej. Zasadnicza różnica pomiędzy biologią miczurinowską a poprzedzającymi ją teoriami biologicznymi polega na tym, że twórcy jej świadomie i konsekwentnie kierowali się w badaniu i oświetlaniu praw rozwoju organicznej formy materii światopoglądem marksistowsko-leninowskim, materializmem dialektycznym. Biologia miczurinowska rozwinęła się i okrzepła w walce z idealizmem i metafizyką w biologii – weismanizmem-morganizmem.